# Heinz-Werner Jezewski
Heinz-Werner Jezewski (* 11. April 1958 in Duisburg) ist ein deutscher Politiker (Die Linke). Er war von 2009 bis 2012 Mitglied im Schleswig-Holsteinischen Landtag, von 2009 bis 2010 als Fraktionsvorsitzender der Linken.

## Leben

### Ausbildung und Beruf
Heinz-Werner Jezewski erlernte nach dem Schulabschluss den Beruf des Betriebselektrikers, nachdem ihm von der deutschen Bundespost eine Lehrstelle aufgrund des Radikalenerlasses verweigert wurde. Wenige Jahre später folgten eine Umschulung zum Bürokaufmann und dann eine Weiterbildung zum EDV-Kaufmann.
Nach verschiedenen Jobs im EDV-Bereich wurde er 2004 arbeitslos und 2005 zum Hartz-IV-Empfänger, seit 2005 arbeitete er zwischenzeitlich wieder Teilzeit in verschiedenen Bereichen, außerdem hat er einen historischen Roman und Krimi geschrieben.

### Familie
Heinz-Werner Jezewski ist einmal geschieden und hat aus dieser Ehe zwei Söhne (* 1986 und 1989).

### Politik
In den 1970er Jahren trat Jezewski der SDAJ und der DKP bei, danach war er unter anderem in der Anti-Atomkraft-Bewegung aktiv. 2005 trat er der WASG und dann der Linkspartei.PDS bei.
Von Februar 2006 bis zur Fusion von WASG und Linkspartei zu die Linke war er Landessprecher der Linkspartei in Schleswig-Holstein, anschließend bis 2008 im Landesvorstand der Linken. Vom Mai 2008 bis zum Einzug in den Landtag 2009 war er Fraktionsvorsitzender der Linken im Flensburger Rat. Bei den Kommunalwahlen 2013 kandidierte er erneut und wurde wieder in die Ratsversammlung gewählt. Er übernahm erneut den Fraktionsvorsitz, den er 2 Jahre später abgab. Vor den Wahlen 2018 erklärte er seinen Rückzug aus der Kommunalpolitik, trat nur noch auf einem hinteren Listenplatz an und zog sich anschließend ins Privatleben zurück.
Zur schleswig-holsteinischen Landtagswahl 2009 war er zusammen mit Antje Jansen Spitzenkandidat der Linken, außerdem trat er als Direktkandidat für die Bundestagswahl im Wahlkreis 1 an. Er erreichte in seinem Wahlkreis 7,5 Prozent der Stimmen, zog dafür aber über die Landesliste zur Landtagswahl in den Kieler Landtag ein.
Vom 27. Oktober 2009 bis zum 6. Mai 2012 war Heinz-Werner Jezewski Abgeordneter im Landtag. Vom 27. Oktober 2009 bis zum 30. November 2010 war er in Doppelspitze mit Ellen Streitbörger Fraktionsvorsitzender der Linken.
Bei der Landtagswahl in Schleswig-Holstein 2012 kandidierte Jezewski auf Platz 8 der Landesliste der Linken. Die Linke scheiterte jedoch mit einem Wahlergebnis von 2,2 Prozent an der Fünfprozenthürde und Jezewski schied aus dem Landtag aus.